# Tour Défense 2000
Tour Défense 2000 (Tour PH3) je mrakodrap nacházející se na předměstí Paříže ve čtvrti La Défense.
Věž je nejvyšší obytnou budovou ve Francii. Tato budova má 47 pater a 370 bytů pro přibližně 900 lidí. V přízemí se nachází mateřská škola.

## Galerie

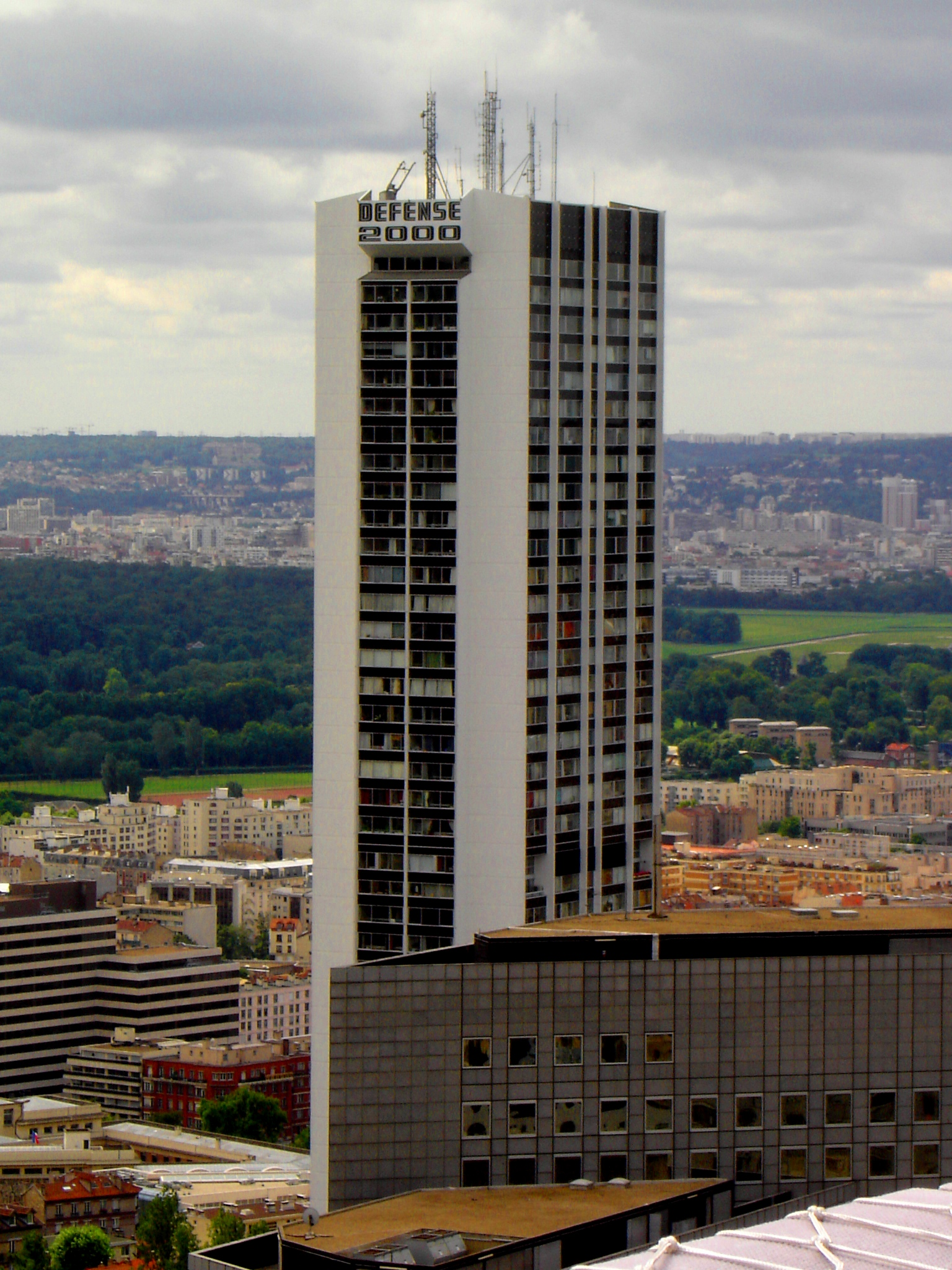
Tour Défense 2000